# Campeonato Mundial de Ciclismo BMX de 2016
El XXI Campeonato Mundial de Ciclismo BMX se celebró en Medellín (Colombia) entre el 25 y el 29 de mayo de 2016 bajo la organización de la Unión Ciclista Internacional (UCI) y la Federación Colombiana de Ciclismo.
Las competiciones se realizaron en la Pista de Supercross BMX Mariana Pajón de la ciudad colombiana.

## Resultados

### Masculino
| Evento               | Oro                                  | Plata                                | Bronce                              |
| -------------------- | ------------------------------------ | ------------------------------------ | ----------------------------------- |
| Carrera (29.05)      | Joris Daudet Francia 36,737          | Niek Kimmann · Países Bajos · 36,785 | Nicholas Long Estados Unidos 38,380 |
| Contrarreloj (28.05) | Niek Kimmann · Países Bajos · 36,858 | Sam Willoughby Australia 36,895      | Māris Štrombergs Letonia 37,100     |

### Femenino
| Evento               | Oro                                | Plata                                  | Bronce                            |
| -------------------- | ---------------------------------- | -------------------------------------- | --------------------------------- |
| Carrera (29.05)      | Mariana Pajón · Colombia · 41,385  | Caroline Buchanan Australia 42,312     | Alise Post Estados Unidos 42,861  |
| Contrarreloj (28.05) | Caroline Buchanan Australia 41,641 | Laura Smulders · Países Bajos · 41,942 | Mariana Pajón · Colombia · 41,983 |

## Medallero
| Núm. | País           | Oro | Plata | Bronce | Total |
| ---- | -------------- | --- | ----- | ------ | ----- |
| 1    | Australia      | 1   | 2     | 0      | 3     |
| 1    | Países Bajos   | 1   | 2     | 0      | 3     |
| 3    | Colombia       | 1   | 0     | 1      | 2     |
| 4    | Francia        | 1   | 0     | 0      | 1     |
| 5    | Estados Unidos | 0   | 0     | 2      | 2     |
| 6    | Letonia        | 0   | 0     | 1      | 1     |
|      | TOTAL          | 4   | 4     | 4      | 12    |